# Remina Yoshimoto
Remina Yoshimoto –en japonés: 吉元玲美那, Yoshimoto Remina– (1 de agosto de 2000) es una deportista japonesa que compite en lucha libre. Ganó una medalla de oro en el Campeonato Mundial de Lucha de 2021, en la categoría de 50 kg.

## Palmarés internacional
| Campeonato Mundial | Campeonato Mundial | Campeonato Mundial | Campeonato Mundial |
| Año                | Lugar              | Medalla            | Categoría          |
| ------------------ | ------------------ | ------------------ | ------------------ |
| 2021               | Oslo (Noruega)     | Medalla de oro     | 50 kg              |